# Piigandi (Kanepi)
Piigandi – wieś w Estonii, w prowincji Põlva, w gminie Kanepi.